# Нічна доглядальниця (фільм, 1979)
«Нічна доглядальниця» («L'infermiera di notte») — італійська еротична комедія 1979 року, знята режисером, з Глорією Гвідою і Ліно Банфі у головних ролях.

## Сюжет
Багатий дядько дружини стоматолога Ніколи висловив бажання померти у колі сім'ї. Оскільки спадщина ще не розділена, сім'я вирішує поселити його у себе, сподіваючись таким чином завоювати його прихильність і забезпечити своє право на спадщину. Для нічного догляду за дядьком вони наймають молоду доглядальницю Анджелу, на яку одразу ж поклав око не лише Нікола, а й його син. До того ж у дядька, який щодня змінює заповіт, насправді немає жодного статку, а він сам шукає сімейні діаманти, які сховані у вітальні.

## У ролях
- Глорія Гвіда — Анджела Делла Торре
- Ліно Банфі — Нікола Піскелла
- Альваро Віталі — Пепіно
- Лео Колона — Карло Піскелла
- Маріо Каротенуто — дядько Северіо
- Франческа Романа Колуцці — Лючія
- Лучо Монтанаро — діджей
- Ермелінда Де Феліче — Реджина, економка
- Паола Сенаторе — Зайра
- Вітторія Ді Сільверіо — тітка Анджели
- Джиммі іл Феномено — листоноша
- Валентино Сімеоні — сміттяр
- Аннамарія Клементі — сусідка, дружина боксера
- Джорджо Софрітті — роль другого плану
- Нікола Вальпер — роль другого плану
- Вітторіо Даверіо — роль другого плану
- Франческо Нардуччі — клієнт у ресторані

## Знімальна група
- Режисер — Маріано Лауренті
- Сценаристи — Маріано Лауренті, Франко Міліціа
- Продюсер — Лучано Мартіно
- Оператор — Маріо Вульпіані
- Композитор — Джанні Ферріо
- Художник — Еліо Мічелі